# La princesa de Clèves (pel·lícula)
La princesa de Clèves (títol original en francès: La princesse de Clèves) és una pel·lícula francoitaliana dirigida per Jean Delannoy, adaptació de la novel·la homònima de Madame de La Fayette, estrenada el 1961. Ha estat doblada al català.

## Argument[2]
Els turments interiors d'una princesa que ha jurat fidelitat al seu marit, un home envellit. Enamorada del jove Jacques de Savoie-Nemours, la princesa revela aquests sentiments al seu espòs, exacerbant una gelosia que li és fatal. Li continua sent fidel fins que s'uneixi amb ell a la tomba.

## Repartiment
- Marina Vlady: la princesa de Clèves
- Jean-François Poron: Jacques de Savoie, duc de Nemours
- Jean Marais: el príncep de Clèves
- Henri Piégay: el vidame de Chartres
- Lea Padovani: Caterina de Mèdici
- Renée-Marie Potet: Maria I d'Escòcia
- Piéral: el bufó de Chastelard
- Annie Ducaux: Diana de Poitiers
- Raymond Gérôme: Enric II de França
- Georges Lycan: el majordom
- Alain Féral: Francesc I de França
- Ivan Dominique: Charles de Lorraine
- Léa Gray: Madame de Mercœur
- Jacques Hilling: el metge
- Hubert de Lapparent: Ambroise Paré
- Pierre-Jacques Moncorbier: el pintor
- Josée Steiner: Madame de Martigues
- Anthony Stuart: l'ambaixador d'Anglaterra
- Jean Sylvain: l'àrbitre del joc
- Henri Coutet: un home del poble
- Rico Lopez.

## Al voltant de la pel·lícula
- Marina Vlady:[3]

| « | Per La princesa de Clèves, són diversos mesos d'intens treball i de plaer quotidians, subratllats amb esvaïments vinculats a les extremes restriccions dels vestits d'època: cotilla plana aixafant el pit, estrenyent la cintura i els malucs fins a ofegar, goles muntades sobre balenes escanyant el coll i a la llarga obrint nafres al voltant del coll, pes dels vestits carregats de joies que atenyen els trenta quilos, però també gaudi del ball regulat per Léone Mail, de l'Òpera de París, eufòria del text mastegat durant hores per fer-ne sentir la puresa clàssica i ressaltar les belleses profundes. Que dir de socis més emocionants uns que els altres. […] Del rigor de Jean Delannoy, gelat, retingut, però borbollant interiorment, semblant a la princesa que mor de passió contingut i de desig insatisfet, Jean Delannoy tan injustament criticat, desconegut, que va saber guiar sense concessions aquesta aventura de setze setmanes de creació orgullosa. [...]Aquesta pel·lícula per a la qual vam obtenir el major èxit públic dels anys 60, diversos premis en els festivals, un premi d'interpretació Femina Belge per al paper del títol, va ser literalment assassinada per la gran majoria de la crítica parisenca. En províncies i en l'estranger, no rebíem més que elogis. A la capital del «bon gust», una càbala d'esnobs va atacar Jean Delannoy d'una manera iniqua, com si el talent hagués de ser sempre inversament proporcional a la satisfacció dels espectadors. No importa: la pel·lícula ha resistit la prova del temps i els que l'han denigrada ja no són d'aquest món... Bé, després de nosaltres, quedarà com una de les adaptacions més acabades de la primera novel·la psicològica francesa. | » |